# Хорошев, Игорь Петрович
И́горь Петро́вич Хоро́шев (род. 14 июля 1965, Москва) — советский и американский клавишник, композитор. Известен своей работой в группе Yes в 1997—2001 годах. Живёт в США, пишет музыку к фильмам.

## Биография
Родился в Москве 14 июля 1965 года. С четырёх лет обучался игре на фортепиано и получил классическое музыкальное образование по классам дирижирования, оркестровки и композиции. В начале 1990-х годов уехал в США, в Нью-Йорк. Сменяя места работы, устроился церковным органистом. Решив сосредоточиться на музыкальной карьере, переехал в Бостон, где играл участниками групп The Cars и Boston. В качестве концертного клавишника выступал с группой Extreme и со Стивом Ваем. Сотрудничал с фирмой Cakewalk в создании программы Cakewalk Pro Audio 9. Сотрудник Cakewalk Карл Якобсон познакомил Джона Андерсона, вокалиста группы Yes, с записями Хорошева. В качестве сессионного музыканта он принял участие в записи двух композиций на альбоме Yes «Open Your Eyes». На следующем альбоме «The Ladder» (1999) Хорошев стал фактически полноправным соавтором музыки Yes, хотя формально он так и не был зачислен в основной состав группы. Выступал в ходе концертов на последовавшем затем гастрольном туре. Его игра на клавишных записана на концертном альбоме группы House of Yes (2000).
В 1999 году выпустил сольный альбом с музыкой для фортепиано Piano Works, записал совместный альбом с Джоном Андерсоном (музыка осталась неопубликованной).
Во время концерта Yes в Вашингтоне 23 июля 2000 года Хорошеву было предъявлено обвинение в нападении, избиении и насильственных действиях сексуального характера относительно двух женщин-охранников. Дело было урегулировано во внесудебном порядке, однако привело к прекращению сотрудничества музыканта с группой. После этого Хорошев выступает в основном как автор музыки для фильмов.

## Дискография
Yes
- 1997 — Open Your Eyes
- 1999 — The Ladder
- 2000 — The Masterworks — Mix Your Own CD (бутлег)
- 2000 — House of Yes — Live from the House of Blues
- 2002 — In a Word: Yes (1969–)
- 2003/2004 — The Ultimate Yes — 35th Anniversary Collection

соло
- 1999 — Piano Works

участник проекта
- 1999 — Encores, Legends, and Paradox, A Tribute to the Music of ELP

## Фильмография

### Композитор
- 2001 — Жемчужина (The Pearl)
- 2002 — Любой ценой (Greenmail)
- 2002 — Саблезубый
- 2003 — Экспресс Петербург-Канны (Petersburg-Cannes Express)
- 2003 — Good Night Valentino (к/м)
- 2004 — Арийская пара (Aryan Couple)
- 2005 — Второй фронт (The Second Front)